# 氣候行動追蹤組織
氣候行動追蹤組織（Climate Action Tracker，簡稱CAT）成立於2009年，宗旨是追蹤各國政府的氣候作為，並根據《巴黎協定》議決的「控制升溫低於2°C，並努力將暖化幅度限制在1.5°C」目標來衡量相關進度。

## 主要工作
氣候行動追蹤組織監測39個國家和歐盟（占全球溫室氣體排放量約85%及世界人口的70%），希望其他國家制定或提高氣候目標。追蹤焦點是：1. 各國氣候政策和行動對於溫室氣體排放量所產生的效果。2. 各國的承諾、減排目標及國家自訂貢獻（NDCs） 對國際排放量的影響。3. 對照各國是否做到「公平認領減排額度」（fair share）及其國內之氣候減緩模式是否符合全球最低成本路徑。
CAT除了量化評估，也運用MAGICC氣候模型 （页面存档备份，存于）來確認21世紀末溫度可能升高的範圍。另對航空及海運做「行業分析」。CAT發布的「2100年全球升溫預報」則以溫度計形式呈現。
CAT在COP26氣候會議結束前發表報告，認為當前淨零排放目標與實際行動頗有落差，在21世紀結束前，全球暖化似乎仍會超過2.4°C。

## 資金來源
目前研究資金來自歐洲氣候基金會 （页面存档备份，存于）（European Climate Foundation）及德國聯邦環境/自然保育/核能安全暨消費者保護部（BMU）的「國際氣候倡議 （页面存档备份，存于）」（International Climate Initiative, IKI）。

## 團隊夥伴
氣候分析 （页面存档备份，存于）（Climate Analytic）是非營利性氣候科學和政策研究所，總部位於德國柏林，在紐約（美國）、洛美（多哥）和珀斯（澳大利亞）均設有辦事處，成員包括IPCC的作者群與相關領域專家。
新氣候研究所 （页面存档备份，存于）（NewClimate Institute）是非營利性機構，成立於 2014 年。研究對象包括國際氣候談判、氣候行動追蹤、氣候與發展、氣候融資和碳市場機制等議題。
協力夥伴還有基本服務改革研究所 （页面存档备份，存于）（Institute for Essential Services Reform） 、波茨坦氣候影響研究所 （页面存档备份，存于）（Potsdam Institute for Climate Impact Research） 、Ecofys （页面存档备份，存于）再生能源諮詢公司（2009-2019 ）。

## 研究方法
許多政府都在UNFCCC架構下提出溫室氣體減排方案。CAT為了評估這些方案將造成的氣候影響及其與《巴黎協定》是否一致，對2100年全球溫室氣體排放的未來趨勢進行推演，並導入碳循環/氣候模型（MAGICC6 （页面存档备份，存于））中，多重運算後得到全球平均溫度機率分布、相應中位數預估值和超出機率。

## 外部連結
官方網站：https://climateactiontracker.org/ （页面存档备份，存于）